# 马里奥·阿尔迪索内
马里奥·阿尔迪索内（義大利語：Mario Ardissone，1900年10月9日—1975年9月15日），意大利男子足球运动员，司职中场。他曾入选1924年夏季奥林匹克运动会意大利男子足球队名单，但并未上场参赛。